# Occupational Safety and Health Administration

Das OSHA-Logo

Die Occupational Safety and Health Administration (OSHA) ist eine Bundesbehörde in den Vereinigten Staaten, die zur Durchsetzung des Bundesarbeitssicherheitsgesetzes von 1970 als Folge einer neuen Arbeitssicherheitsgesetzgebung (dem OSH Act) am 28. April 1971 gegründet wurde. Sie soll die Zahl und Folgen von Arbeitsunfällen vermindern helfen. Die Behörde untersteht dem US-Bundesarbeitsministerium. Seit 2006 ist Leiter der Behörde der Unterstaatssekretär für Arbeit Edwin Foulke.
Zur Erforschung von Arbeitsbedingungen legte das Gesetz auch die Schaffung eines National Institute of Occupational Safety and Health (NIOSH; vergleichbar mit der deutschen Bundesanstalt für Arbeitsschutz und Arbeitsmedizin) sowie der Occupational Safety and Health Review Commission (OSHRC, etwa auf Deutsch: Kommission zur Prüfung von Arbeitsunfällen) zur Verhandlung von Verstößen gegen das Gesetz fest.
In 22 US-Bundesstaaten bestehen Länderministerien und -gesetze für diesen Bereich. Die amerikanische Gesetzeslage sieht deren Wirksamwerden dann vor, wenn die einzelstaatlichen Gesetze mindestens so streng sind wie das Bundesgesetz. In 29 Staaten und der Bundesbehörde Post (US Postal) gelten ausschließlich das Bundesgesetz.

In Deutschland entspricht das Aufgabenspektrum dem der Gewerbeaufsicht bei den Arbeitsministerien der Länder und der Berufsgenossenschaftlichen Unfallversicherung (einem Zweig der Gesetzlichen Sozialversicherung, bekannt durch die Unfallverhütungsvorschriften); auf EU-Ebene ungefähr der Europäischen Agentur für Sicherheit und Gesundheitsschutz am Arbeitsplatz.

## Erlassene Vorschriften
Nachdem es in den Anfangsjahren zu einem Nebeneinander verschiedener Gesetze und Urteile auf Staats- und Bundesebene gekommen war, hat sich inzwischen eine durchgängige Handhabung herausgebildet. Einige Sicherheitsvorschriften im Bereich der Industrie betreffen:
1. Bewegliche Lasten (Guards on all moving parts)
2. Grenzwerte bei Kontakt mit Chemikalien (engl. permissible exposure limits, PEL, betroffen sind ca. 600 Chemikalien)
3. Schutzkleidung
4. Technische Regeln (Lockout/tagout) – insbesondere bei Durchführung von Instandsetzungsarbeiten
5. einer Gefahrstoffverordnung (Confined space) – besonders zur Sicherheit bei der Arbeit in Tanks u. ä.
6. Gefahrstoffverordnung (Hazard Communication, vergleichbar mit der Klassifizierung gefährlicher Güter) am Arbeitsplatz
7. Process Safety Management (Chemikalienhandhabung)
8. Infektionsschutzgesetz (Bloodborne Pathogens) – für Beschäftigte im Gesundheitswesen insbesondere vor Hepatitis B und HIV

In die USA exportierende Maschinenhersteller aus dem EU-Raum werden zumeist mit den OSHA 29 CFR 1910 „Occupational Safety and Health Standards“ (auch als OSHA 2206 bekannt) konfrontiert. Die aktuelle offizielle Ausgabe ist 2012, von mehreren technischen Verlagen gibt es aber auch (zu etwas höheren Preisen) kommentierte Versionen, die zumeist um 1 bis 2 Jahre älter sind.

## Wirksamkeit
In den 40 Jahren ihres Bestehens hat die Behörde in zwölf Fällen Unternehmen wegen krimineller Übertretungen bestraft. Der OSHA wird u. a. deswegen vorgeworfen, dass sie mit einer zu geringen Zahl an Personal und Rechten ausgestattet sei. Außerdem habe sie viel zu viele Jahre für den Erlass von Schutzvorschriften benötigt. Gewerkschaften seien quasi gezwungen gewesen, den Erlass von Schutzvorschriften einzuklagen (ein Beispiel sei der Hexavalent-Chrom-Standard).